# Riccardo Carnovalini
Riccardo Carnovalini (La Spezia, 1957) è un fotografo italiano.

## Biografia
Nato sul mare, sin dall'infanzia è la montagna ad attrarlo. Muove i primi passi sulle Dolomiti, durante le vacanze estive. Da ragazzo la bicicletta è il mezzo con cui si muove a scoprire l'Appennino, Ligure e Tosco-Emiliano, e il ciclismo diventa la sua attività agonistica. Nel 1973 un brutto incidente in gara ferma la sua corsa: ci impiega un anno a rimettersi in piedi.
Camminare diventa una necessità: con la fidanzata Cristina Di Bono trascorre ogni fine settimana a esplorare le cime dietro casa, facendo crescere il suo amore per la montagna, fino alla scelta della coppia di gestire, dal 1977 al 1980, il Rifugio CAI Carrara sulle Alpi Apuane. È durante questa esperienza che si avvicina all’alpinismo, alla speleologia e alla fotografia di paesaggio.
Dal 1980 attraversa a piedi, da Est a Ovest e da Nord a Sud, l’Italia e l’Europa. Sin da subito inizia un'intensa attività come relatore a convegni, incontri pubblici e congressi in quanto esperto camminatore e cercatore di Vie.
Alla fine degli anni ‘80 fonda la prima Scuola di Trekking con sede nel castello di Fosdinovo, sostenuta dalla Regione Toscana e dal marchese Torrigiani Malaspina. Successivamente fece spesso docenza in corsi di formazione per guide ambientali-escursionistiche.
Nell'ambito della promozione del cammino è da sottolineare l'impegno con le scuole. Durante l'a.s. 1980/1981 incontra tutte le scuole liguri per promuovere il progetto Alta Via dei Monti Liguri e sollecitare i ragazzi a conoscere l’ambiente camminando per vivere una vita più sana e rispettosa della natura. Negli anni ‘90 per sette inverni svolge attività con gli studenti della scuola primaria e della scuola secondaria di primo grado di Milano, nell’ambito del Progetto Conoscere la Lombardia in treno del Settore Educazione del capoluogo lombardo. 
Il 26 febbraio 1990 con un gruppo di amanti dell’Italia e della montagna fonda, e ne viene eletto presidente, l'Associazione Sentiero Italia, nata per individuare un itinerario che permetta di percorrere l’intero sviluppo della spina dorsale italiana: disegnano e tracciano con i loro passi il Sentiero Italia (SI), forse il più lungo percorso di montagna al mondo.
Dal 1997 al 2005 si dedica quasi esclusivamente all’attività di fotografo, entrando a far parte della ristretta cerchia del Centro Iconografico De Agostini, diretto da Maria Serena Battaglia. Trova però il tempo per aprire, insieme a Roberta Ferraris, uno dei primi B&b in Lunigiana, inserito nel prestigioso catalogo Special Places to Stay. Nel 2001 si trasferisce in Alta Langa, dove, per alcuni anni, alleva capre e produce formaggi per provare a guarire dalla malattia dei lunghi cammini, ma inutilmente, e dal 2006 riprende, con forza, a cercare nuove vie. 
Nel 2009 è tra i soci fondatori, e presidente, dell'Associazione CamminAmare, che si pone come missione la conoscenza e la tutela delle coste italiane.

## I viaggi e le fotografie
Dal 1980 progetta, organizza e realizza lunghi viaggi a piedi in Italia e in Europa per conoscere e far conoscere i territori attraversati, con particolare attenzione al rapporto uomo-ambiente. La macchina fotografica è il terzo occhio, che l’aiuta a raccontare il paesaggio con l’obiettività dell’obiettivo. Ha pubblicato alcune centinaia di reportage dei suoi viaggi su quotidiani e riviste italiane e straniere; tra le altre ricordiamo Airone, Atlante, Epoca, L'Europeo, PleinAir, Tours, La Stampa, La Repubblica. Ha collaborato con la RAI, conducendo trasmissioni di Radio Uno e intervenendo come esperto di viaggi a piedi in programmi delle tre reti televisive. Un'altra importante collaborazione è quella con Radio Popolare. 
Il suo archivio consta di 500.000 fotografie, principalmente di paesaggio italiano, e rappresenta un punto di riferimento per varie case editrici. Qualche migliaio dei suoi scatti sul paesaggio italiano sono ospitati nel sito di GettyImage. Collabora con l'agenzia fotografica Realy Easy Star.

## In Italia
- 1981 traversata integrale degli Appennini da Capo dell’Armi (RC) al Colle di Cadibona (SV) con Cristina Di Bono
- 1980 - 1982 con Cristina Di Bono risale i principali fiumi dell’Italia centro-settentrionale: Po, Piave, Dora Baltea, Arno, Vara, Magra
- 1984 traversata invernale della Sardegna da Santa Teresa di Gallura a Capo Spartivento, con Cristina Di Bono
- 1984 traversata della Sicilia da Messina a Messina, tra mare e montagna, con Cristina Di Bono
- 1985 CamminAmare, in collaborazione con il WWF, attua, con Cristina Di Bono, una ricognizione integrale delle coste peninsulari italiane lunga 4.000 km, cinque mesi e mezzo di cammino da San Bartolomeo di Muggia ai Balzi Rossi di Ventimiglia, realizzando un reportage fotografico di confronto con le immagini scattate all’inizio degli anni Settanta dal fotografo Italo Zannier e pubblicate dall’Eni nei volumi Coste d’Italia; è un evento mediatico di portata nazionale
- 1988 - 1989 - 1990 in bicicletta compie, con Cristina Di Bono, tre Ecogiri per documentare bellezza e degrado sul percorso integrale del Giro d’Italia, raccontandolo in trasmissioni radiofoniche di RAI Radio Uno e pubblicando reportage sulla rivista L'Europeo
- 1995 Camminaitalia, in collaborazione con l’Associazione Sentiero Italia e il Club Alpino Italiano, otto mesi di cammino e 6.000 chilometri da S. Teresa di Gallura a Muggia, percorrendo l'intero sviluppo di Appennini e Alpi lungo il Sentiero Italia
- 1996 Da Milano a Roma a bassa quota, nell’epoca dell’Alta Velocità traccia e percorre con Roberta Ferraris un itinerario lento lungo 800 km tra la capitale economica e la capitale politica
- 2007 Gli eremi di Celestino V, un percorso a piedi e in treno nell’Italia centro-meridionale per connettere i luoghi in cui visse il Papa del Gran Rifiuto
- 2007 Periplo completo della costa della Sardegna in tenda, con Roberta Ferraris, 80 giorni di cammino al confine fra la terra e il mare
- 2008 CamminAmare Liguria[1][2] da Carrara ai Balzi Rossi di Ventimiglia, in partnership con FF.SS., per proseguire l’indagine fotografica sulla costa ligure a 23 anni dal passaggio del CamminAmare
- 2009 CamminAmare Roma - Luni, 800 km di costa, compreso il periplo dell’Isola d’Elba, continuando il lavoro fotografico sul paesaggio che cambia
- 2010 organizza GeMiTo, un cammino aperto tra paesaggi ed economie sui lati dell’ex triangolo industriale per mettere in rete le eccellenze sostenibili, in grado di produrre economia senza danneggiare la terra
- 2011  CamminAmare Basilicata[3], dal 12 al 28 ottobre, progetta e percorre con un gruppo di camminatori un itinerario che attraversa la Lucania dalla costa tirrenica alla costa jonica collegando le location del film Basilicata coast to coast
- 2012 - 2013 - 2014PasParTu, con Anna Rastello attraversa l’Italia in quattro stagioni, un cammino senza meta di quasi 6.000 km compiendo un’opera di land art per attuare una ricerca sulla fiducia e l’ospitalità
- 2014 AndarTan, con Anna Rastello, la risalita del fiume Tanaro a vent'anni dall’alluvione che provocò morte e distruzione
- 2015 l'Appia Antica da Roma a Brindisi, studia il percorso dell’antica via e lo cammina con Paolo Rumiz, Alessandro Scillitani e Irene Zambon per riconsegnare agli italiani la madre di tutte le vie romane
- 2017 CamminAmare Sicilia, il periplo integrale della costa siciliana, 49 giorni e 1.200 km di cammino a filo d’acqua, con partenza e arrivo a Messina

## In Europa
- 1983 traversata integrale delle Alpi dal Colle di Cadibona (SV) a Vrata (Croazia jugoslava), con Cristina Di Bono
- 1987 traversata integrale delle Prealpi dalla Valsesia all’Istria, con Cristina Di Bono
- 1991 traccia e percorre a piedi, con Cristina Di Bono, un grande itinerario a cavallo tra Europa occidentale e orientale poco dopo la caduta del muro di Berlino, partendo da Trieste e arrivando a Skagen, estremità nord della Danimarca, per unire con i loro passi le città di Trieste, Vienna, Praga, Berlino e Skagen, unione simboleggiata da un messaggio di pace consegnato da Riccardo e Cristina ai sindaci delle 5 città
- 1992 TransAlpedes un cammino da Vienna a Nizza con un gruppo internazionale di ricercatori e alpinisti per documentare lo stato delle vallate alpine
- 1993 La Scandinavia a piedi un viaggio in autosufficienza, con Cristina Di Bono, 3500 km attraverso la penisola scandinava da Göteborg (Svezia) a Nordkinn (Norvegia), l’estremo settentrionale del continente europeo
- 2006 Il Glorioso Rimpatrio ripercorre l’itinerario da Ginevra alla Val Pellice che percorsero gli esuli valdesi nel 1689 per tornare nelle loro terre
- 2008 Occitania a pè, organizza con Chambra d'Oc e, a partire da luglio, in 70 giorni percorre con un nutrito gruppo i 1300 km di un cammino dalle Alpi ai Pirenei per richiedere l’iscrizione della lingua occitana nella Lista UNESCO del Patrimonio immateriale dell’umanità
- 2011 Il Cammino di Marcella, da un’idea di Anna Rastello e in collaborazione con La Locanda delle iDEE APS, traccia una via che congiunge la Via Francigena e il Cammino di Santiago, e percorre con Anna Rastello, Enrica Cremonesi e Roberto Tiso i 1600 km che separano Sarzana (SP) a Col du Somport (al confine tra Francia e Spagna),  alla ricerca di un nuovo sguardo sulla disabilità, raccontando il viaggio nel docufilm Il Cammino di Marcella
- 2018 - 2019 365 volte Europa[4], dal 16 ottobre 2018 al 15 ottobre 2019 vive con Anna Rastello l'esperienza di un anno in cammino, dormendo in tenda, attraverso 22 nazioni, percorrendo 11.275 km, sempre a piedi, per realizzare un reportage fotografico che documenta bellezze e contraddizioni della nostra Europa

## Attività espositiva
L'Occitània a pè è diventata mostra fotografica a Cuneo nell'autunno del 2008.  
L'Amo. Liguria Amata Martoriata Sedici fotografie di confronto della Liguria scattate durante il CamminAmare Liguria del 2008 compongono la mostra,  esposta negli anni 2009 e 2010  
- al Centro Visite del Parco di Montemarcello (SP),
- al Palazzo civico di Castelnuovo Magra (SP),
- ai Truogoli di Santa Brigida - Genova,
- alla Libreria Ubik di Savona,
- a Finale Ligure (SV),
- a Imperia,
- a Sanremo (IM),
- a Milano.

Il Cammino di Marcella Piemonte - Passi, Parole, Paesaggi e Particolari per riflettere su Uomo e Ambiente Ottantacinque scatti fotografici che raccontano un cammino per creare inclusione sono state esposte, con il patrocinio di Unione Europea - Fondo sociale europeo e Regione Piemonte, 
- nella Sala 200 di Eataly a Torino dal 19 settembre al 5 ottobre 2013
- al Palazzo Bellini di Oleggio (NO) dal 22 febbraio al 7 maggio 2014.

L'Appia ritrovata. In cammino da Roma a Brindisi  è la mostra che consente di riscoprire la prima grande via europea attraverso le fotografie di Riccardo Carnovalini integrate da un reportage di Antonio Politano, realizzato per il National Geographic Italia, e da istantanee estratte dai filmati “on the road” di Alessandro Scillitani. Il percorso espositivo, curato da Irene Zambon e con testi e didascalie di Paolo Rumiz, è stato presentato la prima volta all'Auditorium Parco della Musica di Roma dal 9 giugno al 18 settembre 2016. Successivamente la mostra è stata ospitata in cinque siti:
- Dicembre 2016 – aprile 2017: Santa Maria Capua Vetere, Museo Archeologico Antica Capua
- Maggio – settembre 2017: Taranto, Museo Archeologico Nazionale di Taranto – MaRTa
- Settembre – dicembre 2017: Benevento, Complesso San Vittorino
- Marzo – giugno 2018: Melfi, Museo Arch. Nazionale del Melfese “Massimo Pallottino”
- Luglio – ottobre 2018 : Brindisi,  Nuovo Teatro Verdi

prima di tornare, il 4 marzo 2020, a Roma nel Casale di Santa Maria Nova, all’interno del Parco Archeologico dell’Appia Antica, lungo il percorso della Regina Viarum.

365 volte Europa: un anno sempre a piedi attraverso 22 nazioni è un vero e proprio giro d’Europa attraverso 80 fotografie scelte tra le 319 del libro-catalogo 365 volte Europa - Foto racconto di 1 anno sempre a piedi attraverso 22 nazioni. Il percorso espositivo è suddiviso in tre distinte sezioni: Camminare l’Europa, I volti e la vita, Il terzo occhio sul continente. È stata ospitata: 
- 18 settembre 2021 - 7 novembre 2021 a Fidenza  - Elogio della lentezza, mostra organizzata nell'ambito del Francigena Fidenza Festival;
- 24 marzo - 26 marzo 2023 a Milano - Pad. 3 e 4 di Allianz MiCo nell'ambito della fiera Fa' la cosa giusta

## Un assaggio di articoli e interviste
http://www.socialtrekking.it/r-carnovalini/
https://www.outsideonline.com/2422467/va-sentiero-sentiero-italia
https://sentieroitalia.cai.it/camminare-per-riconnettersi-alla-terra/
https://www.doppiozero.com/materiali/camminare/basilicata-coast-coast Archiviato il 7 maggio 2021 in Internet Archive.
https://www.ilbiellese.it/blog/dietro-l-angolo/riccardo-carnovalini-e-anna-rastello-un-anno-a-piedi-per-leuropa/ Archiviato il 7 maggio 2021 in Internet Archive.
https://www.repubblica.it/dossier/viaggi/turismo/2020/10/14/news/il_viaggio_di_anna_e_riccardo_52_racconti_per_un_avventura_straordinaria-270539569/
https://www.raduni.org/podcast/anna-rastello-riccardo-carnovalini/